# Cérémonie d'inauguration des travaux

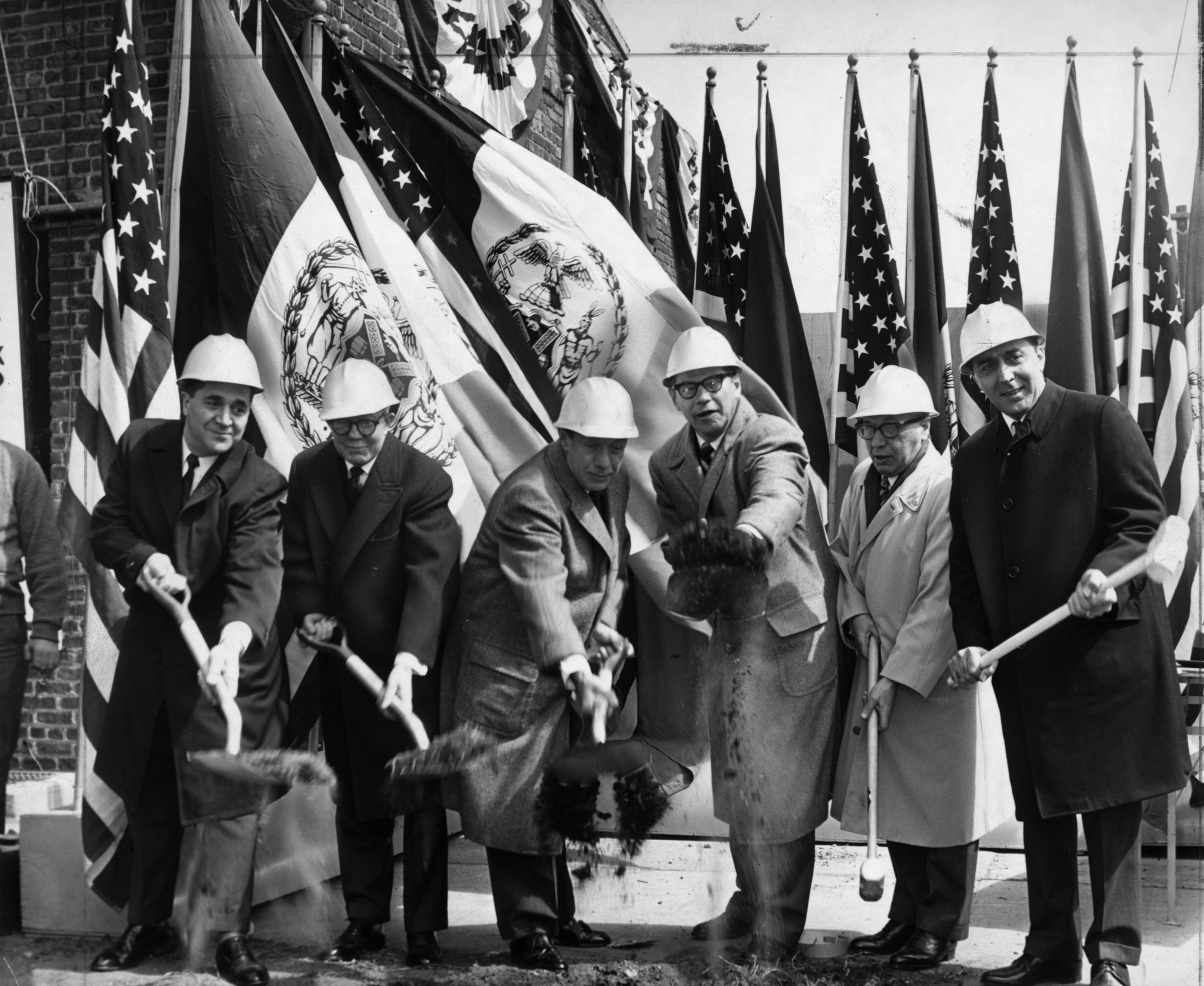
Inauguration des travaux du Hunts Point Cooperative Market à New York en 1962.

La cérémonie d'inauguration des travaux est une cérémonie d'inauguration qui célèbre le premier jour de la construction d'un bâtiment ou autres ouvrages.
Ces cérémonies sont souvent des évènements à portée symbolique à laquelle des dignitaires tels que des hommes politiques prennent part. Une pelle ou une bêche est utilisée lors de l'inauguration et celle-ci est souvent conservée comme symbole ou bien est symbolisée par la pose de la première pierre.